# Gawlik (góra)
Gawlik – góra ze szczytem na wysokości 788 m n.p.m. znajdująca się w Masywie Śnieżnika w Sudetach, na terenie Śnieżnickiego Parku Krajobrazowego.

## Geografia
Gawlik wznosi się ponad doliną rzeki Goworówka u jej spływu z Widlicą w odgałęzieniu Masywu Śnieżnika odchodzącym od Goworka. Od północy wydzielony jest doliną potoku Nowinka.

## Geologia
Zbudowany jest ze skał gnejsowych, należących do metamorfiku Lądka i Śnieżnika, widocznych jako liczne wychodnie u stóp ponad drogą.

## Roślinność
Szczyt i zbocza w całości porasta świerkowy las regla dolnego.